# Kvajcheng
Kvajcheng (kínaiul: 葵青區, népszerű latin betűs átírással Kwai Tsing) Hongkong egyik kerülete, mely az Új területek városrészhez tartozik.

## Gazdaság
A kerület kikötője 279 hektáron terül el és évente 19 millió TEU áruforgalmat bonyolít le, főképp a Gyöngy-folyó deltájával, de Afrikával és Dél-Amerikával is.